# Tullamarine Freeway
Der Tullamarine Freeway ist eine Stadtautobahn im nordwestlichen Teil von Melbourne im Süden des australischen Bundesstaates Victoria. Sie verbindet die Sunbury Road am Flughafen Melbourne in Tullamarine mit dem CityLink (Western Link) in Pascoe Vale (Melbourne).

## Geschichte
Der Tullamarine Freeway ist einer der ältesten Freeways in Melbourne. Der erste Abschnitt zwischen dem Flughafen Melbourne und dem Flughafen Essendon wurde am 2. April 1968 dem Verkehr übergeben. Er sollte die Lancefield Road (heute. Melrose Drive) in Tullamarine und Teile der Bulla Road in Essendon ersetzten und als Zubringerstraße zum neuen Flughafen Melbourne dienen. Ein Anschluss an den Calder Highway westlich des Flughafens wurde ebenfalls gebaut. Von Essendon wurde eine neue Verbindung nach Osten,  nach Pascoe Vale, geschaffen und weiter nach Süden, entlang dem Moonee Ponds Creek, zur Mount Alexander Road in  Flemington. Diese Verbindung sollte die Rolle eine Hauptstraße in die Innenstadt von Melbourne von der Mount Alexander Road übernehmen.
Der Freeway war ursprünglich auf der gesamten Strecke von Tullamarine bis nach Flemington als F81 nummeriert. Die kurze Verbindung zum Calder Highway wurde als Calder Freeway (F90) ausgewiesen. Der Freeway war im Melbourne Transportation Plan von 1969 als Freeway-Korridor F14 erwähnt.
Nach der Fertigstellung des Freeways wurde der Schwerverkehr vom Hume Highway zur Innenstadt von Melbourne über die Pascoe Vale Road dorthin geleitet. In den 1990er-Jahren sorgte die Fertigstellung der Western Ring Road für eine erhebliche Zunahme des Verkehrs. Erst die Fertigstellung des CityLink (Western Link) und die Verbreiterung des Freeways auf acht Fahrspuren entschärfte die Situation wieder. Der ausgebaute Streckenabschnitt ist mautpflichtig.
Das Skybus-Super-Shuttle (Zubringerbus zum Flughafen von der Innenstadt aus) fährt über den Freeway  und 2002 leitete die Staatsregierung einen mit AU-$ 3–10 Mio. dotierten Plan zur Verbesserung dieses Services ein, nachdem eine Studie ergeben hatte, dass eine Eisenbahnverbindung zum Flughafen nicht ausreichend genutzt würde und daher nicht wirtschaftlich wäre.
Die Kreuzung mit dem Calder Freeway wurde Mitte 2007 – früher als erwartet – fertiggestellt. Sie war wesentlich umgebaut worden, um Verkehrsstaus zu vermeiden. Auch wurde eine neue Brücke und Nordzufahrt des Flughafens Essendon vom Melrose Drive gebaut, die den Einwohnern der nördlichen Vororte eine bessere Zufahrt zum Flughafen Essendon ermöglicht.

## Verlauf
Heute beginnt der Tullamarine Freeway offiziell an der Pascoe Vale Road, weil der südlich davon liegende Abschnitt seit Ende 1990 Teil des CityLink (Western Link) ist. Die sechsspurige Straße mit Mittelstreifen führt entlang der Südgrenze des Flughafens Essendon und vorbei am Direct-Factroy-Outlets–Komplex, dem früheren Flughafen von Melbourne.
An der Kreuzung mit dem Calder Freeway biegt der Tullamarine Freeway  nach Norden ab und wird vierspurig mit einer Betonbarriere (später Gras und Buschwerk) in der Mitte. Der Melrose Drive begleitet den Freeway an seiner linken Seite. Der Schwerverkehr vom Hume Freeway, der über die Western Ring Road zufährt sorgt in Kombination mit dem Verkehr vom und zum Flughafen oft für Verkehrsstaus. Nach der Kreuzung mit der Western Ring Road bessern sich die Verkehrsverhältnisse leicht. An der Ausfahrt zum Flughafen Melbourne endet der Freeway.

## Kreuzungen und Anschlüsse
| Tullamarine Freeway                                             |                                         |                                              |                                                               |
| Anschlüsse Richtung Norden                                      | Entfernung zum Flughafen Melbourne (km) | Entfernung zur Innenstadt von Melbourne (km) | Anschlüsse Richtung Süden                                     |
| Ende Tullamarine Freeway weiter als Sunbury Road nach Sunbury   | --                                      | 23                                           | Beginn Tullamarine Freeway von der Sunbury Road               |
| Ende Tullamarine Freeway weiter als Sunbury Road nach Sunbury   | --                                      | 23                                           | Flughafen Melbourne Centre Road                               |
| Flughafen Melbourne Terminal Drive                              | 1                                       | 22                                           | keine Ausfahrt                                                |
| Mercer Drive                                                    | 2                                       | 21                                           | keine Ausfahrt                                                |
| Tullamarine, Mickleham Mickleham Road                           | 4                                       | 19                                           | Mickleham, Tullamarine Mickleham Road                         |
| keine Ausfahrt                                                  | 5,5                                     | 17,5                                         | Seymour, Sydney Western Ring Road                             |
| Seymour, Sydney Western Ring Road                               | 6                                       | 17                                           | zur Airport West Geelong, Bendigo, Adelaide Western Ring Road |
| FRACHTEISENBAHNLINIE ALBION-JACANA                              | 6.5                                     | 16,5                                         | FRACHTEISENBAHNLINIE ALBION-JACANA                            |
| Airport West Melrose Drive                                      | 7                                       | 16                                           | Flughafen Essendon Wirraway Road                              |
| Airport West, Flughafen Essendon Matthews Avenue/English Street | 8                                       | 15                                           | Flughafen Essendon, Niddrie English Street/Matthews Avenue    |
| Keilor, Bendigo Calder Freeway                                  | 9,5                                     | 13,5                                         | Essendon, Moonee Ponds Bulla Road                             |
| Niddrie, Essendon Bulla Road                                    | 11                                      | 12                                           | Coburg, Heidelberg Bell Street                                |
| Beginn Tullamarine Freeway weiter vom CityLink                  | 13                                      | 10                                           | Ende Tullamarine Freeway weiter als CityLink nach Melbourne   |